# Кокс, Кортни
Кортни Басс Кокс (англ. Courteney Bass Cox; род. 15 июня 1964) — американская актриса, режиссёр и продюсер. Наиболее известна по роли Моники Геллер в ситкоме «Друзья», а также журналистки Гейл Уэзерс в серии фильмов «Крик».

## Ранние годы
Кортни Басс Кокс родилась и выросла в Бирмингеме (штат Алабама). Там она окончила среднюю школу, где была членом группы поддержки, теннисисткой и пловчихой. Её отец, Ричард Л. Кокс (1931—2001), был бизнесменом, а мать, тоже Кортни (в девичестве Басс), домохозяйкой. У Кортни есть две старших сестры — Дотти Пикетт и Вирджиния Кокс, старший брат Ричард и девять сводных братьев и сестёр. Её родители развелись в 1974 году, отец переехал во Флориду, а Кортни воспитывалась матерью и отчимом, нью-йоркским бизнесменом Хантером Коплендом.
После окончания школы Кокс поступила в Колледж Маунт-Вернон в Вашингтоне, чтобы изучать архитектуру и дизайн интерьеров. Через год она бросила обучение ради карьеры модели, после того как её приняло модельное агентство «Форд» в Нью-Йорке. Будучи моделью, она посещала курсы актёрского мастерства и со временем избавилась от своего южного акцента.

## Карьера

### Актёрский дебют
Кокс первая на американском телевидении произнесла слово «месячные», рекламируя в 1985 году тампоны фирмы «Tampax». После успешного участия в музыкальном клипе Брюса Спрингстина «Dancing In the Dark» (где она танцевала на сцене), она появилась в нескольких кинофильмах, включая «Властелины Вселенной» (1987) и «Кокон: Возвращение» (1988).
У Кокс была ведущая роль в недолго прожившем телесериале «Мученики науки» (1985), а позже второстепенная роль в телесериале «Семейные узы» (1987—1989). В 1994 году актриса сыграла роль Мелиссы Робинсон в комедийном фильме «Эйс Вентура: Розыск домашних животных» с Джимом Керри в главной роли.

### «Друзья»
В 1994 году Кортни Кокс предложили пройти пробы на роль Рэйчел Грин в новый ситком «NBC» «Друзья». Роль в телесериале она всё-таки получила, но не Рэйчел, а Моники Геллер, которую она играла последующие 10 лет во всех сезонах популярного телесериала.
В 2005 году Кортни Кокс, вместе со своими напарницами по телесериалу Дженнифер Энистон и Лизой Кудроу, попала в Книгу рекордов Гиннесса как самая высокооплачиваемая актриса на телевидении, с гонораром в 1 млн за каждый эпизод двух последних сезонов телесериала. При этом она стала единственным исполнителем основного актёрского состава сериала, который за актёрскую игру в сериале ни разу не был номинирован на премию «Эмми». Она была номинирована на премию «Эмми» в 2021 году как продюсер специального выпуска сериала «Друзья: Воссоединение».
В промежутке между пятым и шестым сезоном Кортни Кокс вышла замуж за актёра Дэвида Аркетта, с которым познакомилась на съёмках триллера «Крик» в 1996 году, и изменила своё имя на Кортни Кокс-Аркетт. Это событие нашло своё отражение в «Эпизоде после Вегаса» телесериала «Друзья», когда в начальных титрах все актёры получили добавление «-Аркетт» к своим фамилиям.

### Последующая карьера
За время съёмок в «Друзьях» Кортни Кокс успела успешно поработать и на большом экране. Самой заметной её ролью тех лет стала репортёр Гэйл Уэзерс в фильме «Крик» (1996) и его продолжениях. Сразу после завершения съёмок в телесериале «Друзья» продюсер Марк Черри предложил Кортни Кокс роль Сьюзан Майер в новой телевизионной драме ABC «Отчаянные домохозяйки», но из-за беременности актриса была вынуждена отказаться, и роль досталась Тери Хэтчер.
В 2001 году Кокс появилась в фильме «3000 миль до Грейсленда», в 2005 году снялась в независимом фильме «Ноябрь», который имел лишь ограниченный кинопрокат, а также сыграла небольшую роль в высокобюджетном фильме «Всё или ничего» с Адамом Сэндлером в главной роли.
В 2006 году Кортни вместе с мужем, Дэвидом Аркеттом, снялась в фильме «Путешественник», в котором также выступила в качестве продюсера, а Дэвид был ещё и режиссёром и сценаристом.
В 2007 году актриса согласилась на участие в драматическом телесериале «Грязь» телесети FX Networks, где она исполнила роль Люси Спиллер, редактора бульварной газеты. Кокс и её муж, Дэвид Аркетт, также выступили исполнительными продюсерами этого сериала. Кроме того, на радость поклонникам, в одном из эпизодов появилась Дженнифер Энистон, и их героини целовались. Продержавшись год, сериал был закрыт.
В конце 2008 года вышел новый фильм с участием Кортни Кокс под названием «Сказки на ночь», где её партнером по съёмочной площадке вновь стал Адам Сэндлер.
В 2009 году актриса появилась в нескольких эпизодах популярного сериала «Клиника», а также в сериале «Город хищниц», за роль в котором была номинирована на «Золотой глобус» как лучшая актриса в комедийном сериале. В апреле 2011 года вышел фильм «Крик 4», где Кокс в очередной раз воплотила образ журналистки Гэйл Уэзерс.
Кокс дебютировала в качестве режиссёра телесериала «TalhotBlond», премьера которого состоялась 23 июня 2012 года. В 2014 году она сняла и спродюсировала чёрную комедию «Прежде чем я уйду» с участием Шона Уильяма Скотта и Элиши Катберт. Премьера фильма состоялась на кинофестивале Трайбека 24 апреля 2014 года, в некоторых кинотеатрах он был выпущен 24 апреля 2015 года.
С 2014 по 2017 год она являлась исполнительным продюсером игрового шоу «Celebrity Name Game» под руководством Крейга Фергюсона. Шоу принесло ей номинацию на дневную премию «Эмми».
В 2016 году Кокс снялась в независимом драматическом фильме «День матери» вместе со Сьюзан Сарандон, Мирой Сорвино и Шэрон Стоун. Фильм был выпущен 6 мая 2016 года и получил в основном негативные отзывы. В 2019 году она создала и выпустила документальный сериал на Facebook Watch «9 месяцев с Кортни Кокс». В 2020 году Кокс снялась в ситкоме «Американская семейка».
Кокс подписала контракт на главную роль в комедийном сериале «Shining Vale». Она сыграет роль Патриции Фелпс, которая переезжает со своей семьёй из крупного города в большой старый дом в пригороде, где сталкиваются зло и юмор.
Она воссоединилась со своими коллегами по сериалу «Друзья» для специального показа «Друзья: Воссоединение», который вышел на канале HBO Max. В июле 2020 года стало известно, что Кокс снова сыграет роль Гейл Уэзерс в фильме «Крик 5», режиссёрами которого станут Мэтт Беттинелли-Олпин и Тайлер Джиллетт. Фильм вышел в прокат 14 января 2022 года.

## Личная жизнь
С 1989 по 1995 год Кокс состояла в отношениях с актёром Майклом Китоном.
После знакомства на съёмках фильма «Крик» в 1996 году Кокс начала встречаться с актёром Дэвидом Аркеттом. 12 июня 1999 года пара сочеталась браком в Сан-Франциско, после чего Кокс начала использовать имя Кортни Кокс Аркетт. 13 июня 2004 года у них родилась дочь, Коко Райли Аркетт. Её крёстной матерью является актриса Дженнифер Энистон. Кокс также перенесла ряд выкидышей. В октябре 2010 года Кокс и Аркетт объявили о расставании. В июне 2012 года Аркетт подал на развод, который был завершён в мае 2013 года.
С 2013 года Кокс состоит в отношениях с музыкантом Джонни Макдейдом, клавишником группы Snow Patrol. В июне 2014 года Кокс и Макдейд объявили о помолвке. В январе 2019 года Кокс рассказала, что пара разорвала помолвку, однако по-прежнему состоит в отношениях.
Кокс имеет коричневый пояс по карате, а также играет на фортепиано и ударных инструментах.

## Фильмография
| Год       |     | Русское название                                      | Оригинальное название                           | Роль              |
| --------- | --- | ----------------------------------------------------- | ----------------------------------------------- | ----------------- |
| 1984      | с   | Как вращается мир                                     | As the World Turns                              | Банни             |
| 1985      | с   | Кодовое имя: Foxfire                                  | Code Name: Foxfire                              | бортпроводник     |
| 1985—1986 | с   | Мученики науки                                        | Misfits of Science                              | Глория Динелло    |
| 1986      | тф  | Сильван в раю                                         | Sylvan in Paradise                              | Люси Эппл         |
| 1986      | с   | Лодка любви                                           | The Love Boat                                   | Кэрол             |
| 1986      | с   | Она написала убийство                                 | Murder, She Wrote                               | Кэрол Баннистер   |
| 1987      | ф   | Искривлённый вниз                                     | Down Twisted                                    | Тара              |
| 1987      | ф   | Властелины Вселенной                                  | Masters of the Universe                         | Джули Винстон     |
| 1987      | тф  | Если сегодня вторник, это всё ещё должна быть Бельгия | If It's Tuesday, It Still Must Be Belgium       | Ханна Вышоцки     |
| 1987—1989 | с   | Семейные узы                                          | Family Ties                                     | Лорен Миллер      |
| 1988      | ф   | Кокон: Возвращение                                    | Cocoon: The Return                              | Сара              |
| 1988      | тф  | Я буду дома к Рождеству                               | I’ll Be Home for Christmas                      | Нора Банди        |
| 1989      | тф  | Роксана: Премия Пулитцера                             | Roxanne: The Prize Pulitzer                     | Джеки Кимберли    |
| 1989      | с   | Когда мы встретимся вновь                             | Till We Meet Again                              | Фредди Лансей     |
| 1990      | тф  | Любопытство убивает                                   | Curiosity Kills                                 | Гвен              |
| 1990      | ф   | Господин Судьба                                       | Mr. Destiny                                     | Джуэл Джаггер     |
| 1990      | ф   | Трясти дерево                                         | Shaking the Tree                                | Кэтлин            |
| 1991      | ф   | Синяя пустыня                                         | Blue Desert                                     | Лиза Робертс      |
| 1991      | с   | Мортон и Хейз                                         | Morton & Hayes                                  | принцесса Люси    |
| 1992      | тф  | Ради ребёнка                                          | Battling for Baby                               | Кэтрин            |
| 1992      | с   | Как в кино                                            | Dream On                                        | Алиша             |
| 1992      | ф   | Противоположный пол… и как с ним жить                 | The Opposite Sex and How to Live with Them      | Кэрри Девенпорт   |
| 1993      | с   | Неприятности с Ларри                                  | The Trouble with Larry                          | Габриэла Изден    |
| 1994      | с   | Сайнфелд                                              | Seinfeld                                        | Мэрил             |
| 1994—2004 | с   | Друзья                                                | Friends                                         | Моника Геллер     |
| 1994      | ф   | Эйс Вентура: Розыск домашних животных                 | Ace Ventura: Pet Detective                      | Мелисса Робинсон  |
| 1995      | тф  | Рисовальщик 2: Руки, которые видят                    | Sketch Artist 2: Hands That See                 | Эми О’Коннор      |
| 1996      | ф   | Крик                                                  | Scream                                          | Гейл Уэзерс       |
| 1997      | ф   | Заповеди                                              | Commandments                                    | Рэйчел            |
| 1997      | ф   | Крик 2                                                | Scream 2                                        | Гейл Уэзерс       |
| 1999      | ф   | Бешеные деньги                                        | The Runner                                      | Карина            |
| 1999      | с   | Сказочные истории для всех детей                      | Happily Ever After: Fairy Tales for Every Child | Emerald Salt Pork |
| 1999      | кор | Любовный треугольник                                  | Alien Love Triangle                             | Элис              |
| 2000      | ф   | Крик 3                                                | Scream 3                                        | Гейл Уэзерс-Райли |
| 2001      | ф   | А вот и доктор                                        | The Shrink Is In                                | Саманта           |
| 2001      | ф   | 3000 миль до Грэйсленда                               | 3000 Miles to Graceland                         | Сибил Вейнгроу    |
| 2001      | ф   | Скоро всё наладится                                   | Get Well Soon                                   | Лили              |
| 2004      | ф   | Ноябрь                                                | November                                        | Софи Джакобс      |
| 2005      | ф   | Всё или ничего                                        | The Longest Yard                                | Лена              |
| 2006      | ф   | Альфа Дог                                             | Alpha Dog                                       | Эрика Прайс       |
| 2006      | мф  | Рога и копыта                                         | Barnyard                                        | Дейзи             |
| 2006      | ф   | Капитан Зум                                           | Zoom                                            | Марша Холловэй    |
| 2006      | ф   | Турист                                                | The Tripper                                     | Синтия            |
| 2007—2008 | с   | Грязь                                                 | Dirt                                            | Люси Спиллер      |
| 2008      | ф   | Сказки на ночь                                        | Bedtime Stories                                 | Венди             |
| 2008      | кор | Понедельник перед днём Благодарения                   | The Monday Before Thanksgiving                  | Сисси             |
| 2009      | с   | Интернет-терапия                                      | Web Therapy                                     | Серена Дювалл     |
| 2009      | с   | Клиника                                               | Scrubs                                          | Тейлор Мэдокс     |
| 2009—2015 | с   | Город хищниц                                          | Cougar Town                                     | Джулс Кобб        |
| 2011      | ф   | Крик 4                                                | Scream 4                                        | Гейл Уэзерс-Райли |
| 2011      | с   | Частная практика                                      | Private Practice                                | Женщина           |
| 2013      | с   | На старт!                                             | Go On                                           | Талия             |
| 2014—2016 | с   | Пьяная история                                        | Drunk History                                   | Эдит Вильсон      |
| 2016      | тф  | Благотворительный фонд                                | Charity Case                                    | Хейли             |
| 2016      | ф   | День матери                                           | Mothers and Daughters                           | Бет               |
| 2018      | с   | Бесстыжие                                             | Shameless                                       | Джен Вагнер       |
| 2020      | с   | Американская семейка                                  | Modern family                                   | Себя              |
| 2021      | ф   | Друзья: Воссоединение                                 | Friends: The Reunion                            | в роли самой себя |
| 2022      | ф   | Крик                                                  | Scream                                          | Гейл Уэзерс       |
| 2022      | с   | Сияющая долина                                        | Shining Vale                                    | Пэт               |
| 2023      | ф   | Крик 6                                                | Scream VI                                       | Гейл Уэзерс       |
| 2026      | ф   | Крик 7                                                | Scream 7                                        | Гейл Уэзерс       |

### Как кинорежиссёр и продюсер
- Прежде чем я уйду (2014) — кинорежиссёр, продюсер